# Пасуш-ди-Феррейра (район)
Па́суш-ди-Ферре́йра (порт. Paços de Ferreira) — район (фрегезия) в Португалии, входит в округ Порту. Является составной частью муниципалитета Пасуш-ди-Феррейра. По старому административному делению входил в провинцию Дору-Литорал. Входит в экономико-статистический субрегион Тамега, который входит в Северный регион. Население составляет 6021 человек на 2001 год. Занимает площадь 4,99 км².
Покровителем района считается Святая Евлалия (порт. Santa Eulália).